# Дольник Олександр Теодорович
Олександр Теодорович Дольник (17 червня 1954, Дніпропетровськ — 12 липня 2013, Дніпропетровськ) — дніпровський архітектор сучасності, що створив нову архітектуру Дніпра часів Незалежності.
Народився 1954 року у дніпровській єврейські родині. Батько працював одним з керівників провідної архітектурної фірми у місті — «Дніпроцивільпроект». Після закінчення архітектурного факультету Дніпропетровського інженерно-будівельного інституту у 1976 році Олександр Дольник працював у різних державних проектних інститутах міста.
У 35 років Олександр Дольник обійняв посаду головного архітектора проєктів в інституті «Дніпроцивільпроект». У 1989 році був організований кооператив, що поступово перетворився на ТОВ Dolnik & CО, що розташовувався на вулиці Святослава Хороброго, 12.
Помер Олександр Дольник 12 липня 2013 року після тривалої хвороби, що ймовірно була пов'язана із звірячим побиттям його в листопаді 2008 року.
2016 року на честь Олександра Дольника перейменована вулиця Шаумяна - вулиця Архітектора Дольника. На цій вулиці під №15 розташовано житловий комплекс "Амстердам".

## Проєкти
- 1998 року зведено офісний комплекс «Цитадель-2» на місці реконструйованої 100-річної будівлі «Цитадель-1», за проєктом Олександра Дольника й Валентина Богманова; вулиця Святослава Хороброго, 12; перший бізнес-центр з підземним паркінгом у Дніпрі; загальна площа бізнес-центру — 9700 м²; замковий камінь висотою у три поверхи, що увінчано Вісником на колісниці з бронзовим Пегасом;
- Житловий комплекс «Першозванівський» є реконструкцією російсько-імперської будівлі за адресою Старокозацька вулиця, 25;
- 2001 року відбудова Дніпровської синагоги «Золота Роза» з багатими релігійними інтер'єрами; вулиця Шолом-Алейхема, 4;
- будинок пристарілих Дніпровської єврейської громади «Бейт Барух» за адресою вулиця Генерала Захарченка, 10 на Лівобережному-3 зведено 2002 року;[1][3]
- ЖК «Крутогірний», який складається з кількох будівель:
  - «Дніпровські вежі»; вулиця Вернадського, 33Б; два 28-поверхові 123-метрові будинки, віддалено піднімаються над річкою Дніпро; зведені 2002 та 2005 роках; проект розроблений разом з Сергієм Піщаним та Валентином Богмановим; у платформі комплексу розміщені фітнес-центр з 25 метровим плавальним басейном, гаражі та інші сервісні служби;
  - 21-поверховий Житловий комплекс «Летуаль»;
  - Житловий будинок «Амфітеатр»; вулиця Володимира Вернадського, 35т; розташовано нижче «Веж»; побудовано 2007 року; до німецько-радянської війни тут розташовувалася єдина південна трибуна стадіону «Динамо», що навіяло ідею побудувати будівлю у вигляді амфітеатру з 50-ма житловими апартаментами; кожна з 6-ти секцій має окремий вхід; дворівневий паркінг;
  - Вілли «Базиліка», «Ротонда» та «Урбана» є продовженням «східної стіни» житлового комплексу «Крутогірний»; зведено 2002-2003 році; скляні північні фасади вілл дивляться на річку, а головні входи на рівні 3-го поверху з'єднуються містками з вхідними порталами.
- Будинок Крейніна зведено 2006 року — багатоповерховий багатосекційний житловий комплекс; Крутогірний узвіз, 33; вузьким фасадом виходить на Січеславську набережну; загальна площа 18600 м²;
- Житловий комплекс «Паркова колонада» — два червоні десятиповерхові житлові будинки з 4-х й 3-х секцій; будинки височать над парком Глоби по Старокозацькій вулиці, 52б та 54; зведені 2006 року; архітектор планував добудувати комплекс ще одним двосекційним будинком;
- торгово-діловий центр «Босфор»; розташовано на Катеринославському бульварі, 1; площа — понад 13000 м²; має прізвисько «Біг Бен» через башту, схожу з лондонською; саме будівництво «Босфору» призвело до утворення пішохідного Катеринославського бульвару; будівля включає в себе зону торгівлі, багатоярусний паркінг й офісний блок навколо внутрішнього дворика на даху другого поверху; зведено 2005 року;
- торгово-діловий центр «Атріум»; проспект Яворницького, 22; будівля у формі кутового паралелепіпеда, увінчаного короною — каре з атріумом; 5 верхніх поверхів займають офіси, нижче — 3 поверхи займають торговельні галереї; входи у торгову й ділову зони розділено; значення об'єкта підкреслює годинникова башта з колонадою;
- ТРЦ «Європа»; розташовано на Європейській площі Дніпра; на першому поверсі розташовано супермаркет, містить спортивний зал, бутики, дозвільну зону та декількома кафе; Європейський бульвар, 1; чотириповерхова будівля нагадує скандинавські будови у морському стилі; білий карниз підкреслює легкість будівлі; 9800 м²; зведено 2006 року для «Аксельрод Естейт»;
- ТРЦ «Пасаж»; проспект Яворницького, 50; з'явився на місці знесеного «Дитячого світу» та готелю "Центральний" й представляє з себе гранітний короб з безліччю дрібних вікон-вітрин; належить Геннадію Корбану; зведено у 2008-2011 роках для «Аксельрод Естейт»;
- Багатофункціональний комплекс «Каскад-Плаза», Катеринославський бульвар, 2;
- Торгово-розважальний центр «Материк»; вулиця Марії Кюрі, 5; побудовано 2006 року; класичний шопінг-мол зведено на частині території кондитерської фабрики; перші 2 поверхи займають торгові площі, а 3-й поверх відведений під зону розваг, кінотеатру та кафе;
- ЖК «Амстердам»; вулиця Архітектора Дольника, 15; зведено 2007 року; розташовано у давньому районі Половиці — Каміннях; тут мешкають міський голова Дніпра Борис Філатов й Геннадій Корбан;
- ТЦ «Вавилон-1»; розташовується на лівобережжі Дніпра; вулиця Маршала Малиновського, 2; 34-метровий одноповерховий торговий багатофункціональний громадський комплекс з замкнутим кільцевим плануванням з якорями, що містять супермаркет, мультиплекс, кінотеатр та фудкорт; «Вавилон» має сім входів.